# Paola Cortellesi
Paola Cortellesi (Roma; 24 de noviembre de 1973) es una actriz, autora, cómica, imitadora, cantante y directora italiana.

## Filmografía

### Actriz
- 1999 - Un altr'anno e poi cresco
- 2000 - Chiedimi se sono felice
- 2000 - Se fossi in te
- 2000 - Bell'amico
- 2001 - Amarsi può darsi
- 2001 - A cavallo della tigre
- 2002 - Passato prossimo
- 2002 - Il posto dell'anima
- 2004 - Tu la conosci Claudia?
- 2006 - Non prendere impegni stasera
- 2007 - Piano, solo
- 2009 - Due partite, Enzo Monteleone
- 2009 - La fisica dell'acqua, Felice Farina
- 2010 - Maschi contro femmine, Fausto Brizzi
- 2011 - Femmine contro maschi, Fausto Brizzi
- 2011 - Nessuno mi può giudicare, Massimiliano Bruno
- 2011 - C'è chi dice no, Giambattista Avellino
- 2014 - Un boss in salotto, Luca Miniero
- 2014 - Sotto una buona stella, Carlo Verdone
- 2014 - Scusate se esisto!, Riccardo Milani
- 2015 - Maraviglioso Boccaccio, Paolo e Vittorio Taviani
- 2015 - Gli ultimi saranno ultimi, Massimiliano Bruno
- 2016 - Che resti tra noi, Cristina Comencini
- 2016 - Mamma o papà?, Riccardo Milani
- 2017 - Come un gatto in tangenziale, Riccardo Milani
- 2018 - La Befana vien di notte, Michele Soavi
- 2019 - Detective per caso, Giorgio Romano
- 2020 - Ma cosa ci dice il cervello, Riccardo Milani
- 2020 - Figli , Giuseppe Bonito
- 2021 - Come un gatto in tangenziale - Ritorno a Coccia di Morto, Riccardo Milani
- 2022 - Marcel!, Jasmine Trinca
- 2023 - Siempre nos quedará mañana, Paola Cortellesi

### Directora
- 2023 - Siempre nos quedará mañana, Paola Cortellesi

## Teatro
- 1995–1996 - Compagnia di guerra
- 1996 - Roberto Zucco
- 1996 - Bianca show
- 1996 - L'altra Cenerentola
- 1997 - Festival nazionale dei nuovi tragici
- 1997 - L'uomo che inventò la televisione
- 1998 - Troppo tempo
- 1998 - Cose che capitano
- 1999 - Umane gesta
- 2002 - L'iradiddio
- 2001–2002 - Yarda Gal
- 2003 - L'iradiddio
- 2003 - Música senza cuore Fabrizio De Rossi Re
- 2003–2004 - Ancora un attimo
- 2005–2006 - Gli ultimi saranno ultimi

## Doblaje
- 1999 - Stuart Little 2, voz de Margalo.
- 2002 - The King and I, intérprete de las canciones de Anna.
- 2007 - Persépolis, voz de Marjane Satrapi.

## Televisión
- 1997–1998 - Macao (Rai Due)
- 1998 - La posta del cuore (Rai Due)
- 1999 - Teatro 18 (Italia 1)
- 2000 - Mai dire Gol (Italia 1)
- 2000 - Mai dire Grande Fratello (Italia 1)
- 2001 - Mai dire Gol (Italia 1)
- 2001 - PIM, premio italiano della musica (Italia 1)
- 2001 - Líbero (Rai Due)
- 2002 - Mai dire Grande Fratello (Italia 1)
- 2002 - Mai dire Domenica (Italia 1)
- 2002 - PIM, premio italiano della musica (Italia 1)
- 2002–2003 - Uno di noi (Rai Uno)
- 2004 - 54° Festival di Sanremo (Rai Uno)
- 2004 - Nessundorma (Rai Due)
- 2005 - Mai dire Lunedì (Italia 1)
- 2008 - Parla con me Rai 3
- 2008 - Non perdiamoci di vista Rai 3
- 2011-2012 - Zelig Canale 5
- 2015 - Callas (Rai 1)
- 2016 - Laura & Paola (Rai 1)

## Telefilmes
- 2007 - María Montessori

## Radio
- 1998–1999 - Il concerto lo fate voi
- 1999–2000 - Donna Domenica
- 2000 - Il concerto finale
- 2001 - Raidiresanremo
- 2002 - Raidiresanremo
- 2003 - Raidiresanremo

## Sencillos
- 2004 - Non mi chiedermi
- 2004 - No perditempo

## Nominaciones y premios
- David di Donatello 2016

Nominación mejor actriz por "Gli ultimi saranno ultimi" de Massimiliano Bruno 
- David di Donatello 2015

Nominación mejor actriz por "Scusate se esisto!" de Riccardo Milani 
- David di Donatello 2014

Nominación mejor actriz por "Sotto una buona stella" de Carlo Verdone 
- Nastri d'Argento 2014

Nominación mejor actriz por "Sotto una buona stella" de Carlo Verdone 
- David di Donatello 2011

Premio mejor actriz por "Nessuno mi può giudicare" de Massimiliano Bruno 
- Nastri d'Argento 2011

Nominación mejor actriz por "Nessuno mi può giudicare" de Massimiliano Bruno 
- Nastri d'Argento 2009

Nominación mejor actriz secundaria por "Due partite" de Enzo Monteleone 
- David di Donatello 2008

Nominación mejor actriz secundaria por " Piano, solo" de Riccardo Milani 
- Roma Fiction Fest 2007

Premio mejor actriz de ficción italiana por "Maria Montessori - Una vita per i bambini" de Gianluca Maria Tavarelli 